# Roger Cortet
Roger Cortet, (Itsasu, Lapurdi (Pirineus Atlàntics), 1910 - Istanbul, Turquia, 1978), va ser flautista, professor de flauta al Conservatori Nacional de París entre 1942 i 1953 i pintor.

## Discografia
- Le rossignol en amour, de François Couperin, flauta, 1940[4]
- Concertos brandebourgeois de Johann Sebastian Bach, Alfred Cortot (piano), Jacques Thibaud (violí), Roger Cortet (flauta), EMI[5]